# Megistoplia tenebrica
Megistoplia tenebrica är en skalbaggsart som beskrevs av Marc Lacroix 1997. Megistoplia tenebrica ingår i släktet Megistoplia och familjen Melolonthidae. Inga underarter finns listade i Catalogue of Life.